# Clément Harari
Clément Harari, född 10 februari 1919 i Kairo, Egypten, död 16 maj 2008 i Sèvres, Hauts-de-Seine, var en fransk skådespelare.

## Filmografi (urval)
- 1998 - Livets tåg
- 1997 - Häxkärlek
- 1982 – Ingenjör Andrées luftfärd
- 1980 – Inspecteur la Bavure
- 1974 - Galen till tusen!
- 1961 – En man kom tillbaka
- 1958 – Den syndfulla leken